# Aire d'attraction de Pont-Audemer
L'aire d'attraction de Pont-Audemer est un zonage d'étude défini par l'Insee pour caractériser l’influence de la commune de Pont-Audemer sur les communes environnantes. Publiée en octobre 2020, elle se substitue à l'aire urbaine de Pont-Audemer, qui comportait 26 communes dans le dernier zonage qui remontait à 2010.

## Définition
L'aire d'attraction d'une ville est composée d’un pôle, défini à partir de critères de population et d’emploi ainsi que d’une couronne constituée des communes dont au moins 15 % des actifs travaillent dans le pôle. Le pôle d’attraction constitue ainsi un point de convergence des déplacements domicile-travail,.

## Type et composition
L’aire d'attraction de Pont-Audemer est une aire intra-départementale qui comporte 34 communes dans l'Eure. 
Elle est catégorisée dans les aires de moins de 50 000 habitants, une catégorie qui regroupe 12,2 % au niveau national.

### Carte

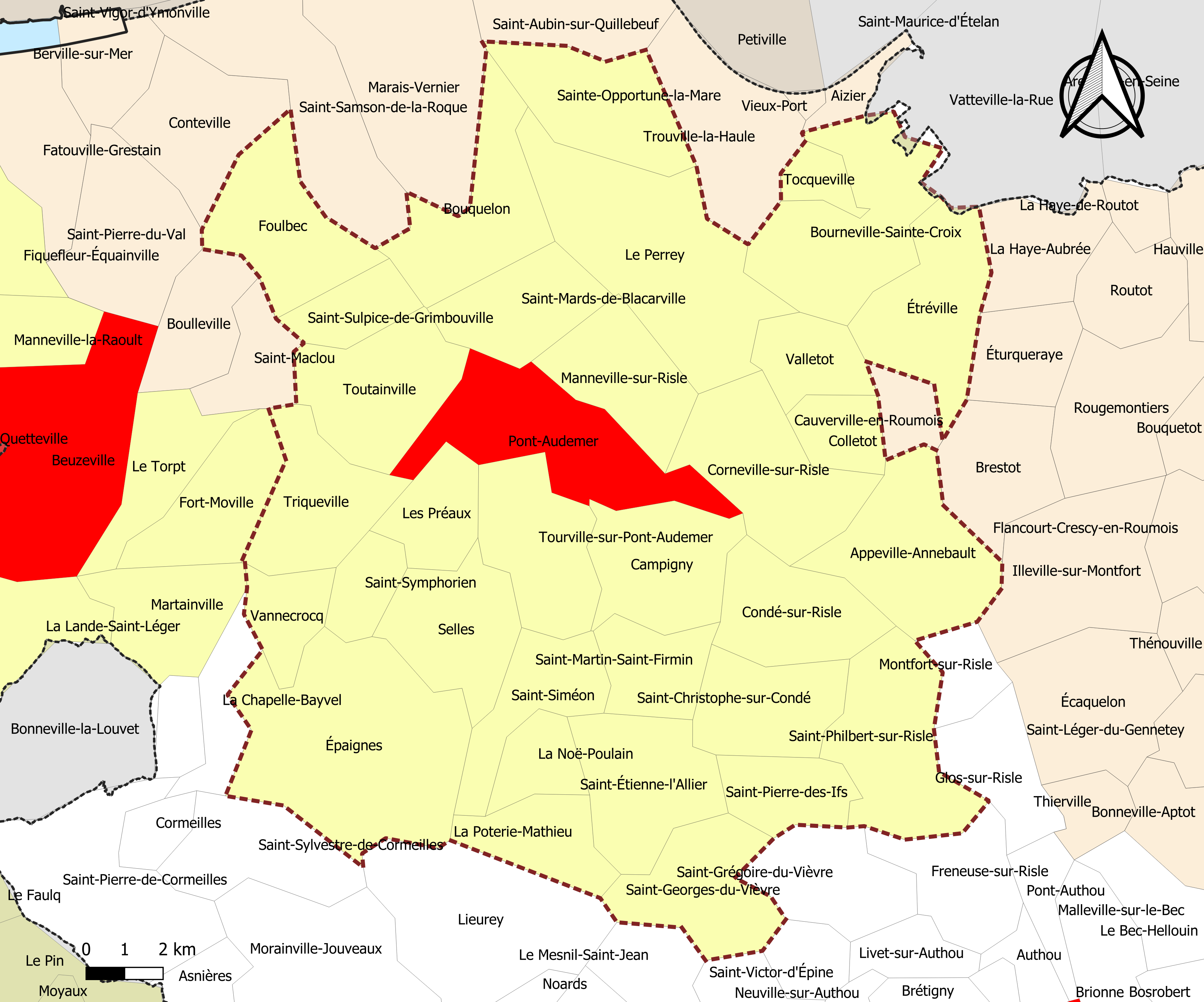
Carte de l'aire d'attraction de Pont-Audemer.
Commune-centre
Commune de la couronne

### Composition communale
| Nom                           | Code Insee | Département | Statut                 | Superficie (km2) | Population (dernière pop. légale) | Densité (hab./km2) | Modifier                                    |
| ----------------------------- | ---------- | ----------- | ---------------------- | ---------------- | --------------------------------- | ------------------ | ------------------------------------------- |
| Pont-Audemer (commune-centre) | 27467      | Eure        | commune-centre         | 14,66            | 9 950 (2022)                      | 679                | modifier les données · modifier les données |
| Appeville-Annebault           | 27018      | Eure        | commune de la couronne | 13,35            | 996 (2022)                        | 75                 | modifier les données · modifier les données |
| Bouquelon                     | 27101      | Eure        | commune de la couronne | 11,71            | 489 (2022)                        | 42                 | modifier les données · modifier les données |
| Bourneville-Sainte-Croix      | 27107      | Eure        | commune de la couronne | 15,83            | 1 297 (2022)                      | 82                 | modifier les données · modifier les données |
| Campigny                      | 27126      | Eure        | commune de la couronne | 10,74            | 1 097 (2022)                      | 102                | modifier les données · modifier les données |
| Colletot                      | 27163      | Eure        | commune de la couronne | 4,32             | 179 (2022)                        | 41                 | modifier les données · modifier les données |
| Condé-sur-Risle               | 27167      | Eure        | commune de la couronne | 9,87             | 656 (2022)                        | 66                 | modifier les données · modifier les données |
| Corneville-sur-Risle          | 27174      | Eure        | commune de la couronne | 13,23            | 1 371 (2022)                      | 104                | modifier les données · modifier les données |
| Épaignes                      | 27218      | Eure        | commune de la couronne | 26,10            | 1 562 (2022)                      | 60                 | modifier les données · modifier les données |
| Étréville                     | 27227      | Eure        | commune de la couronne | 11,23            | 669 (2022)                        | 60                 | modifier les données · modifier les données |
| Foulbec                       | 27260      | Eure        | commune de la couronne | 11,86            | 649 (2022)                        | 55                 | modifier les données · modifier les données |
| Le Perrey                     | 27263      | Eure        | commune de la couronne | 21,40            | 1 221 (2022)                      | 57                 | modifier les données · modifier les données |
| Manneville-sur-Risle          | 27385      | Eure        | commune de la couronne | 9,32             | 1 436 (2022)                      | 154                | modifier les données · modifier les données |
| La Noë-Poulain                | 27435      | Eure        | commune de la couronne | 4,70             | 251 (2022)                        | 53                 | modifier les données · modifier les données |
| La Poterie-Mathieu            | 27475      | Eure        | commune de la couronne | 6,41             | 166 (2022)                        | 26                 | modifier les données · modifier les données |
| Les Préaux                    | 27476      | Eure        | commune de la couronne | 5,96             | 396 (2022)                        | 66                 | modifier les données · modifier les données |
| Saint-Christophe-sur-Condé    | 27522      | Eure        | commune de la couronne | 9,00             | 429 (2022)                        | 48                 | modifier les données · modifier les données |
| Saint-Étienne-l'Allier        | 27538      | Eure        | commune de la couronne | 11,32            | 524 (2022)                        | 46                 | modifier les données · modifier les données |
| Saint-Georges-du-Vièvre       | 27542      | Eure        | commune de la couronne | 10,19            | 894 (2022)                        | 88                 | modifier les données · modifier les données |
| Saint-Mards-de-Blacarville    | 27563      | Eure        | commune de la couronne | 8,78             | 856 (2022)                        | 97                 | modifier les données · modifier les données |
| Saint-Martin-Saint-Firmin     | 27571      | Eure        | commune de la couronne | 6,37             | 336 (2022)                        | 53                 | modifier les données · modifier les données |
| Sainte-Opportune-la-Mare      | 27577      | Eure        | commune de la couronne | 10,89            | 429 (2022)                        | 39                 | modifier les données · modifier les données |
| Saint-Philbert-sur-Risle      | 27587      | Eure        | commune de la couronne | 13,15            | 824 (2022)                        | 63                 | modifier les données · modifier les données |
| Saint-Pierre-des-Ifs          | 27594      | Eure        | commune de la couronne | 6,17             | 258 (2022)                        | 42                 | modifier les données · modifier les données |
| Saint-Siméon                  | 27603      | Eure        | commune de la couronne | 7,49             | 323 (2022)                        | 43                 | modifier les données · modifier les données |
| Saint-Sulpice-de-Grimbouville | 27604      | Eure        | commune de la couronne | 4,32             | 156 (2022)                        | 36                 | modifier les données · modifier les données |
| Saint-Symphorien              | 27606      | Eure        | commune de la couronne | 3,78             | 470 (2022)                        | 124                | modifier les données · modifier les données |
| Selles                        | 27620      | Eure        | commune de la couronne | 10,09            | 476 (2022)                        | 47                 | modifier les données · modifier les données |
| Tocqueville                   | 27645      | Eure        | commune de la couronne | 2,48             | 143 (2022)                        | 58                 | modifier les données · modifier les données |
| Tourville-sur-Pont-Audemer    | 27655      | Eure        | commune de la couronne | 10,80            | 722 (2022)                        | 67                 | modifier les données · modifier les données |
| Toutainville                  | 27656      | Eure        | commune de la couronne | 11,85            | 1 280 (2022)                      | 108                | modifier les données · modifier les données |
| Triqueville                   | 27662      | Eure        | commune de la couronne | 9,48             | 349 (2022)                        | 37                 | modifier les données · modifier les données |
| Valletot                      | 27669      | Eure        | commune de la couronne | 5,79             | 411 (2022)                        | 71                 | modifier les données · modifier les données |
| Vannecrocq                    | 27671      | Eure        | commune de la couronne | 4,93             | 163 (2022)                        | 33                 | modifier les données · modifier les données |